# Молвино (Татарстан)
Мо́лвино (тат. Мулла Иле) — село на правобережной, Нагорной стороне Зеленодольского района Республики Татарстан. Административный центр муниципального образования «Молвинское сельское поселение». Название произошло от имени Муллагол. Относилось к селениям Казанского ханства. В селе имеется объект культурного наследия федерального значения. Население в 1938 году достигало 2610 человек, в 2022 году оно составляло 747 человек.

## География
Находится в лесостепной зоне, в Предволжье, на реке Булатке, 33 км южнее города Зеленодольска. Высота над уровнем моря — 56 м. По Классификации климатов Кёппена, климат села определяется как Dfb — влажный континентальный с тёплым летом. Температура здесь в среднем 5.0 °C. Среднегодовая норма осадков — 618 мм.
| Показатель              | Янв.  | Фев.  | Март | Апр. | Май  | Июнь | Июль | Авг. | Сен. | Окт. | Нояб. | Дек. | Год |
| ----------------------- | ----- | ----- | ---- | ---- | ---- | ---- | ---- | ---- | ---- | ---- | ----- | ---- | --- |
| Средняя температура, °C | −10,8 | −10,4 | −4,4 | 5,0  | 13,0 | 17,6 | 19,6 | 17,0 | 11,4 | 4,2  | −3,7  | −8,8 | 4,1 |
| Норма осадков, мм       | 31,2  | 23,8  | 23,1 | 28,5 | 35,6 | 58,4 | 64,7 | 48,8 | 49,2 | 44,6 | 36,7  | 32,4 | 477 |
| Источник:               |       |       |      |      |      |      |      |      |      |      |       |      |     |

## История и этимология
Название села произошло от имени Муллагол. Относилось к селениям Казанского ханства. Являлось значимым селением Галицкой даруги Казанского ханства. Писцовые и межевые книги Борисова и Кикина по Казанскому и Свияжскому уездам дают основание отметить, что служилые татары в Свияжском уезде в 1565—1568 годах имели поместья в том числе и в деревне Моллине. Во второй половине XVI — начале XVII века за свияжскими князьями были сохранены функций управления «по старине», в соответствии с характерным для ордынских беков порядком. При этом татарская аристократия ведала «татарскими» сотнями, к которым относилось и селение Молвино. В XVIII — первой половине XIX века жители относились к сословию государственных крестьян, происходивших из ясачных и служилых татар. Порядка 8% из них числились крещёными. 
Традиционными занятиями жителей были земледелие (сельская община владела 2990 десятинами земли в начале XX века) и скотоводство. В 1906 году была открыта земская русско-татарская школа. В начале XX века в селе также действовали учреждение мелкого кредита, две ветряные мельницы, кузница, крупообдирка, восемь мелочных лавок.
В 1873 году вместо сгоревшей 10 годами ранее мечети первого прихода   была построена новая мечеть на средства казанского купца М. Н. Казакова. В 1954 году у неё был спилен минарет. В здании размещался детский сад. В 1901 году на средства крестьян Ш. Ф. и Х. Ш. Усмановых была возведена мечеть второго прихода, а в 1903 году — мечеть третьего прихода. В начале XX века в деревне также действовали три мектеба.
В 1881 году в деревне произошли столкновения из-за коренного передела земли. В Спасский уезд в сопровождении полицейской команды был направлен чиновник особых поручений при губернском правлении князь Девлет-Кильдеев, беспорядки в деревне вскоре прекратились.
В 1930 году в селе был образован колхоз «Кочле ирек». С 1959 года село вошло в состав укрупнённого колхоза «Искра», а с 1967 года стало его центральной усадьбой. В 1994 года колхоз села был реорганизован в коллективное предприятие, в 2002 году — в сельскохозяйственный производственный кооператив «Мулиле», а в 2003 году — в подразделение АО «Красный Восток Агро». В 2009 году вблизи села начала работать мегаферма «Молвино».
Относилось к селениям Галицкой даруги Казанского ханства. До 1920 года село было в Косяковской волости, входившей в Свияжский уезд Казанской губернии. С 1920 году вошло в состав образованного Свияжского кантона ТАССР. В связи с упразднением кантонного деления в республике, 14 февраля 1927 года было включено в Нурлат-Ачасырский, а 1 августа 1927 года — в Нурлатский район. В результате реформы административно-территориального деления, 1 февраля 1963 года было включено в Зеленодольский район.

## Население
| 1782  | 1859  | 1897  | 1908  | 1920  | 1926  | 1938  |
| ----- | ----- | ----- | ----- | ----- | ----- | ----- |
| 302   | ↗1246 | ↗1895 | ↗2443 | ↘2440 | ↘2159 | ↗2610 |
| 1949  | 1958  | 1970  | 1979  | 1989  | 2002  | 2010  |
| ↘1819 | ↘1608 | ↗1670 | ↘1343 | ↘1129 | ↘993  | ↘780  |
| 2017  | 2021  | 2022  |       |       |       |       |
| ↗781  | ↘738  | ↗747  |       |       |       |       |

В 1782 году при подсчёте учитывались только мужчины. На начало 2021 года в селе жили 781 человек, в том числе 79 человек детского, 467 — трудоспособного, 235 — старше трудоспособного возраста. На начало 2022 года в селе жили 747 человек. По переписи 2021 года в селе жили 738 человек. Из 738 указавших национальность были 691 татарин, 32 русских и 15 представителей других национальностей. Русский язык был родным для 33 человек (при этом использовали его 230 человек), татарский — для 696 (использовали 684 человека). По переписи 2010 года — 780 человек. По переписи 2002 года — 993 жителя (татары — 100%).

## Экономика
Вблизи села с 2008 года действует сельскохозяйственное предприятие — ООО «Мегаферма „Молвино“». В селе с 2009 года находится сельскохозяйственное предприятие — ООО «ВЗП Заволжья», с 2016 года — торговое предприятие — ООО «Природные ресурсы». Имеется ферма крупного рогатого скота ОАО «Красный Восток Агро» на 1475 голов.

## Инфраструктура и транспорт
В селе с 1901 года действует школа (до начала 2000-х гг. — средняя, позднее — основная), с 1936 года — детский сад «Сомбель», с 2014 года — фельдшерско-акушерский пункт. Имеются почтовое отделение, магазины общей торговой площадью 80,0 кв. м, универсальная спортивная площадка. Рядом с селом расположена железнодорожная станция Албаба. 
Общая площадь села — 2231 га. В селе девять улиц и две территории. Общая протяжённость улично-дорожной сети — 10,86 км. Главной улицей населенного пункта является ул. Центральная, по которой осуществляется въезд в село, а также расположены объекты общественного назначения. Общая площадь жилья — 23,37 тыс. кв. м. Село газифицировано и электрифицировано. Водоснабжение осуществляется из подземных источников при помощи артезианских скважин и водонапорных башен. Протяжённость сетей водопровода составляет 15,0 км. Централизованная канализация отсутствует. Население пользуется септиками или выгребными ямами. Отопление индивидуальной и общественной застройки осуществляется от локальных источников теплоснабжения, работающих на газе.

## Культура и религия
В окрестностях села имеется археологический памятник — Молвинское местонахождение, относящееся к приказанской культуре бронзового века. На кладбище села имеется объект культурного наследия федерального значения — Молвинское надгробие. Здесь имеются надгробия 1528, 1493 годов, на юго-восточной окраине села — надгробие общебулгарского типа. Эпиграфические памятники XVI века, в том числе, эпитафии с титулами должностных лиц, свидетельствует о значимости этого селения Галицкой даруги Казанского ханства. В селе имеется выявленный объект культурного наследия Республики Татарстан — Первая Соборная мечеть 1873 года, реконструкция 1990 года. Мечеть 1873 года — памятник культовой архитектуры. Действует вновь с 1990 года. Памятником исламской архитектуры является мечеть, построенная в 1873 году на средства купца М. Н. Казакова.
В конце XIX — начале XX века ученик К. Насыри краевед Г. Куки записал историю деревни, а в 1910 году её посетил Г. Тукай. В 1990 году отмечалось 750-летие со времени основания села, за время возникновения селения был принят 1240 год. Однако, его основание в это время не подтверждено фактами. С 1973 года в селе действуют библиотека  (с 1920 г. — изба-читальня) и дом культуры. Имеется танцевальный коллектив «Яшьлек» (Молодость).
В селе находятся две местные мусульманские религиозные организации — сельские приходы Зеленодольского мухтасибата Духовного управления мусульман Республики Татарстан. С 1990 года здесь действует реконструированная мечеть 1873 года, а с 2013 года — мечеть «Мулла Иле».

## Известные уроженцы
В селе родились:
- Багаутдин Ваисов — родоначальник идей булгаризма, организатор и лидер ваисовского движения
- Хайри Гимади (1912—1961) — историк, кандидат исторических наук, в 1946—1959 годах заведующий сектором истории ИЯЛИ Казанского филиала АН СССР
- Гумар Саттаров (1932–2020) – языковед, заслуженный деятель науки ТССР, России, доктор филологических наук, лауреат Государственной премии Республики Татарстан в области науки и техники.